# Walvis-Bay-Feuchtgebiet
Das Walvis-Bay-Feuchtgebiet (englisch Walvis Bay Ramsar Site oder Walvis Bay Wetlands), auch Walvis-Bay-Lagune (englisch Walvis Bay Lagoon), ist ein Feuchtgebiet mit Lagune. Es liegt in Walvis Bay an der zentralen Atlantikküste Namibias.

## Natur und Umwelt
Das Gebiet, das nach der Ramsar-Konvention unter besonderem Naturschutz steht, hat eine Fläche von 12.600 Hektar und ist Heimat hunderttausender Vögel von mindestens 40 Arten. Zudem finden sich hier verschiedene Delfine, Wale und seltene Fische wie der Mondfisch. Laut Sommer-Zählung im Februar 2017 kommen unter anderem folgende Vogelarten in genannter Zahl vor. Insgesamt wurden knapp 119.000 Vögel gezählt.
| Tierart                | Sommerzählung (Anzahl) | Sommerzählung (Anzahl) | Sommerzählung (Anzahl) | Sommerzählung (Anzahl) | Winterzählung (Anzahl) | Winterzählung (Anzahl) | Winterzählung (Anzahl) | Winterzählung (Anzahl) | Winterzählung (Anzahl) |
| Tierart                | 2013                   | 2015                   | 2017                   | 2018                   | 2010                   | 2017                   | 2018                   | 2019                   |                        |
| ---------------------- | ---------------------- | ---------------------- | ---------------------- | ---------------------- | ---------------------- | ---------------------- | ---------------------- | ---------------------- | ---------------------- |
| Rosapelikan            |                        | 499                    | 1108                   |                        |                        |                        |                        |                        |                        |
| Schwarzhalstaucher     | 16.494                 | 367                    | 0                      |                        |                        |                        |                        | 2976                   |                        |
| Kapscharbe             |                        | 407                    | 26.200                 |                        |                        |                        |                        |                        |                        |
| Säbelschnäbler         |                        |                        | 615                    | 6647                   |                        |                        |                        |                        |                        |
| Weißbrustkormoran      |                        | 37                     | 38                     |                        |                        |                        |                        |                        |                        |
| Seidenreiher           |                        | 85                     | 81                     |                        |                        |                        |                        |                        |                        |
| Graureiher             |                        | 30                     | 29                     |                        |                        |                        |                        |                        |                        |
| Kuhreiher              |                        | 0                      | 3                      |                        |                        |                        |                        |                        |                        |
| Rosaflamingo           |                        | 36.367                 | 18.609                 | 43.000                 |                        |                        |                        | 36.477                 |                        |
| Zwergflamingo          |                        | 20.192                 | 19.300                 | 6.036                  | 2945                   |                        |                        | 29.252                 |                        |
| Fahlente               |                        | 5055                   | 616                    |                        |                        |                        |                        |                        |                        |
| Kapgans                |                        | 14                     | 7                      |                        |                        |                        |                        |                        |                        |
| Kaplöffelente          |                        | 0                      | 6                      |                        |                        |                        |                        | 75                     |                        |
| Wat- und Küstenvögel   |                        | 41.119                 | 42.985                 | 22.018                 |                        |                        |                        |                        |                        |
| Möwen und Seeschwalben |                        | 12.340                 | 8987                   | 8565                   |                        |                        |                        |                        |                        |
| Austernfischer         |                        | 1                      | 0                      |                        |                        |                        |                        |                        |                        |
| Rotschenkel            |                        | 1                      | 0                      |                        |                        |                        |                        |                        |                        |
| Odinshühnchen          |                        | 60                     | 35                     |                        |                        |                        |                        |                        |                        |
| Gesamt                 |                        |                        | ~119.000               |                        | 110.300                | 54.412                 | 80.729                 | 75.176                 |                        |